# 納哈萬德
納哈萬德（波斯語：‎，羅馬化：Nahāvand或Nehāvend）是伊朗的城市，位於該國西北部，由哈馬丹省負責管轄，距離首府哈馬丹65公里，海拔高度1,644米，2006年人口72,218，居民主要信奉什葉派。

## 外部連結
- Hamedan Province Cultural Heritage Website
- Persian History Website （页面存档备份，存于）
- Smith, William (editor); Dictionary of Greek and Roman Geography, "Laodiceia", London, (1854)